# Hoplocallis picta
Hoplocallis picta är en insektsart som först beskrevs av Ferrari 1872.  Hoplocallis picta ingår i släktet Hoplocallis och familjen långrörsbladlöss. Inga underarter finns listade i Catalogue of Life.